# King's University College
Il King's University College è un'università privata di indirizzo cattolico con sede a London, nell'Ontario, Canada.
Il Christ the King College fu fondato nel 1954 come scuola maschile accanto al Saint Peter's Seminary dalla diocesi di London. È affiliata alla University of Western Ontario dal 1966.